# Erepsina
Erepsina é a designação dada inicialmente a uma mistura de variadas peptidases, enzimas existentes no suco entérico, e em parte também no suco pancreático, cujo papel é o de hidrolisarem especificamente as ligações peptídicas terminais, completando assim a desintegração das proteínas alimentares até aminoácidos livres, produtos finais da sua digestão, a seguir absorvidos pela mucosa intestinal.